# Щербино (Псковская область)
Щербино — деревня в Невельском районе Псковской области России. Входит в состав Ивановской волости.

## География
Расположена вблизи западного прибрежья озера Каратай, в 12 км к северу от города Невель.
Рядом с деревней проходит железнодорожная линия Санкт-Петербург — Витебск — Киев.

## Население
| 2001 | 2002 | 2010 |
| ---- | ---- | ---- |
| 293  | ↘244 | ↘224 |

Численность населения деревни по оценке на начало 2001 года составляла 293 человека.

## История
С января 1995 до декабря 2005 года деревня была административным центром ныне упразднённой Щербинской волости.